# Louis Laffineur
Louis Laffineur, né le 31 juillet 2004 et originaire de Bioul en province de Namur, est un pongiste belge.

## Biographie
Louis Laffineur commence le tennis de table au CTT Rouillon à l'âge de cinq ans. Il intègre ensuite le groupe d'entraînement de la structure provinciale puis celui de l'Aile Francophone. Il rejoint en 2015 le TT Vedrinamur avec qui il terminera notamment champion de la Division 2B (troisième division belge) avec la troisième équipe pour ensuite intégrer l'équipe première lors de la saison 2019-2020 avec qui il terminera quatrième de Superdivision. En 2020, il est champion de Belgique individuel en double mixte avec Lauranne Hackemack.
En 2021, il rejoint le club français de Roanne où évoluait son compatriote belge Martin Allegro. En juin 2022, il est champion de Belgique en double messieurs avec Adrien Rassenfosse.
Laffineur a obtenu sa meilleure place au classement mondial en mai 2022 avec une 184e place, et est classé A4 (quatrième meilleur joueur de Belgique) lors de la saison 2022-2023.

## Palmarès
2015
- Champion de Belgique pré-minime
- Champion de Division 2B avec le TT Vedrinamur B

2017
- Champion de Belgique minime
- Champion de Belgique minime en double mixte avec Soléane Anciaux

2018
- Champion de Belgique cadet en double messieurs avec Nicolas Degros
- Finaliste de l'Open de Tunisie cadet en équipe avec Alessi Massart à Radès

2019
- Vainqueur de l'Open Gold de Thaïlande U15
- Champion de Belgique cadet
- Champion de Belgique cadet en double messieurs avec Tim Giltia
- Champion de Belgique junior en double mixte avec Clémentine Giltia
- Finaliste de l'Open Premium d'Italie U15
- Troisième de l'Open Premium de République Tchèque U15

2020
- Champion de Belgique senior en double mixte avec Lauranne Hackemack
- Champion de Belgique junior en double messieurs avec Nicolas Degros

2020
- Palette d'Or 2021[7]

2022
- Champion de Belgique senior en double messieurs avec Adrien Rassenfosse
- Champion de Belgique junior
- Champion de Belgique junior en double mixte avec Candice Lardinois
- Vainqueur du Youth Star Contender (en) de Tunis en double avec Adrien Rassenfosse
- Vice-champion de Belgique senior en double mixte avec Lauranne Hackemack
- Troisième aux Championnats d'Europe junior avec la Belgique
- Troisième aux Championnats d'Europe junior en double avec Adrien Rassenfosse
- Troisième du Youth Contender (en) de Linz

2023
- Finaliste du Youth Contender (en) de Havirov
- Troisième du Youth Contender (en) d'Almaty